# Jasdan
Jasdan fou un estat tributari protegit a l'agència de Kathiawar, província de Gujarat, presidència de Bombai, amb una superfície de 733 km² i una població el 1901 de 25.727 persones residents a 56 pobles. Els ingressos s'estimaven en 123000 rúpies. Era un estat de tercera classe dins el Kathiawar i portava el nom de la seva capital que al seu torn derivava de Swami Chashtana, un dels primers membres de la dinastia kshatrapa. Es va construir una fortales durant el govern del ghoris de Junagarh, i la ciutat va agafar el nom de Ghorigarh; més tard va caure en mans dels khumans de Kherdi; Jasa Khuman la va perdre vers 1665 davant Vika Khachar, net de Lakha Khachar, fundador de la branca Lakhani dels khachars. En temps de Vajsur Khachar, que va arribar a dominar la regió fins a Dhandhuka i Carabay, fou finalment conquerida per Bhaunagar i després pel Jam de Navanagar, que la va restituir als khachars, representats per Vajsur Khachar, en ocasió del matrimoni de Jam Jasaji. Vajsur Khachar va fer un acord amb els britànics, el nawab de Junagarh i el Gaikwar de Baroda (1807-1808) i va quedar sota protectorat, pagant tribut a Baroda i Junagarh.
La capital era Jasdan actualment al districte de Rajkot al Gujarat, a 22° 02′ N, 71° 12′ E / 22.03°N,71.2°E. Al cens de 2001 figura exactament amb 80.000 habitants.

## Bandera
La bandera era rectangular, amb tres franges, la superior i inferior safrà, i la central blanca, amb un sol daurat en esplendor i amb rostre.

## Llista de sobirans
- 1665 - 1683 Vika Khachar
- 1683 - .... Chela Vika Khachar I
- .... - .... Odha Chela Khachar
- 1787 - 1809 Vajsur Odha Khachar
- 1809 - 1851 Chela Vajsur Khachar II
- 1852 - 1904 Ala Chela Khachar
- 1904 - 1912 Odha Ala Khachar II
- 1912 - 1919 Vajsur Odha Khachar II
- 1919 - 1949 Ala Vajsur Khachar